# Erythrina polychaeta
Erythrina polychaeta är en ärtväxtart som beskrevs av Hermann August Theodor Harms. Erythrina polychaeta ingår i släktet Erythrina och familjen ärtväxter. Inga underarter finns listade i Catalogue of Life.